# Школа № 47 имени Д. С. Лихачёва (Санкт-Петербург)
ГБОУ «Сре́дняя общеобразова́тельная шко́ла № 47 имени Д. С. Лихачёва» (бывшая Петровская женская гимназия; Петроградская общественная гимназия учреждённая Л. Д. Лентовской) — школа на Петроградской стороне в Санкт-Петербурге.

## История
Здание  и расположенный за ним на участке между Плуталовой и Ординарной улицей комплекс построек принадлежат средней общеобразовательной школе № 47, ведущей свою историю от Петербургского женского училища для приходящих девиц, основанного 5 декабря 1858 года и находившегося в ведении Ведомства учреждений императрицы Марии.
С 1872 года это была Петровская женская гимназия. До начала XX века гимназия не имела своего постоянного помещения.
В 1899 году Опекунский совет принял решение о приобретении для неё продававшегося участка вдовы генерал-майора Шкуратовой на углу Большого проспекта и Бармалеевой улицы (а вскоре здесь появилось продолжение Плуталовой улицы). Здание гимназии построено в 1905 году по проекту архитектора Г. Д. Гримма.
После Октябрьской революции Петровская гимназия была объединена с Петроградской общественной гимназией с совместным обучением, учреждённой Л. Д. Лентовской, до 1919 года находившейся на углу Большого проспекта и Бармалеевой улицы, и преобразована в Единую советскую трудовую школу № 10.
В 1930—1931 это была фабрично-заводская семилетка, затем — школа № 6 Приморского района, также в 1930-х здесь находился рабфак Автодорожного института.
С 1941 года это средняя школа № 47, впоследствии носившая имя К. Д. Ушинского. В разное время это была: политехническая одиннадцатилетняя школа с производственным обучением; школа с углублённым изучением физики и математики; школа, работавшая по эксперименту «бесклассного обучения»; школа профильного обучения; гимназия № 47.

## Современная школа
В мае 2000 года распоряжением губернатора Санкт-Петербурга школе № 47 присвоено имя Д. С. Лихачёва, который здесь (в трудовой школе Лентовской) учился c 1920 года и окончил её в 1923 году..
В школе действует музей, ежегодно проходят ученические «Лихачёвские чтения».